# Barretthydrus geminatus
Barretthydrus geminatus là một loài bọ cánh cứng trong họ Bọ nước. Loài này được Lea miêu tả khoa học năm 1927.